# عفت ذات الأصابع فالجواء
عَفَت ذاتُ الأَصابِعِ فَالجِواءُ هي قصيدة من عوالي قصائد عصر صدر الإسلام، لشاعر الرسول حسان بن ثابت، يمدح فيها رسول الله ويهجو أبا سفيان بن الحارث وذلك قبل إسلامه بفتح مكة، ويقول في هذا:

## حسان بن ثابت
حسان بن ثابت بن المنذر الخزرجي الأنصاري أبوه ثابت «من سادة قومه وأشرافهم»، وأمه «الفريعة» خزرجية مثل أبيه، وقد أدركت الإسلام وأسلمت. كنيته أبو الحسام وأبو الوليد وأبو عبد الرحمن، شاعر النبي ﷺ من الشعراء المخضرمين عاش ستين عامًا في الجاهلية ومثلها في الإسلام، كان من سكان المدينة وبها توفي، وقد وعُمي قبل وفاته. أجمع النقاد والرواة على أن حسان أشعر أهل المدر في عصره. قال أبو عبيدة فيه: فضل حسان الشعراء بثلاثة: كان شاعر الأنصار في الجاهلية، وشاعر النبيّ في النبوة، وشاعر اليمانيين في الإسلام. قال المبرد في الكامل: أعرق قوم في الشعراء آل حسان فإنهم يعدون ستةً في نسق كلهم شاعر وهم: سعيد بن عبد الرحمن بن حسان بن ثابت بن المنذر بن حرام.
أفحل شعره لاميته في مدح «آل جفنة» ملوك الشام قبل الإسلام، وأكثر مدائحه فيهم، ومطلعها:
وقال فيها:
وله هجاءٌ كثير، ومنه هجاء مقذع في أعداء الإسلام، وعن عائشة أن رسول الله صلى الله عليه وسلم قال اهجوا قريشا فإنه أشد عليها من رشق بالنبل فأرسل إلى ابن رواحة فقال اهجهم فهجاهم فلم يرض فأرسل إلى كعب بن مالك ثم أرسل إلى حسان بن ثابت فلما دخل عليه قال حسان قد آن لكم أن ترسلوا إلى هذا الأسد الضارب بذنبه ثم أدلع لسانه فجعل يحركه فقال والذي بعثك بالحق لأفرينهم بلساني فري الأديم فقال رسول الله صلى الله عليه وسلم لا تعجل فإن أبا بكر أعلم قريش بأنسابها وإن لي فيهم نسبا حتى يلخص لك نسبي فأتاه حسان ثم رجع فقال يا رسول الله قد لخص لي نسبك والذي بعثك بالحق لأسلنك منهم كما تسل الشعرة من العجين قالت عائشة فسمعت رسول الله صلى الله عليه وسلم يقول لحسان إن روح القدس لا يزال يؤيدك ما نافحت عن الله ورسوله وقالت سمعت رسول الله صلى الله عليه وسلم يقول هجاهم حسان فشفى واشتفى
ومن الذين هجاهم أبو سفيان وزوجته هند بنت عتبه وأبو جهل وصفوان بن أمية. ومما قاله في هجاء أبي سفيان بن الحارث وذلك قبل إسلامه بفتح مكة:
ولحسان شعر كثير في مدح رسول الله ﷺ، ومن ذلك قوله:
وقال أيضًا في مدحه ﷺ:
وصف حسان بالجبن لأنه لم يشهد مع النبي صلى الله عليه وسلم غزوة، وقيل بل لعلة أصابت كاحل. اتهم حسان بالجبن فقد ذكر ابن هشام عن ابن إسحاق أن عبد الله بن الزبير روى عن أبيه أن حسان بن ثابت كان في غزوة الخندق بحصن فارع حيث أبقاه الرسول فيه مع النـساء وبينهن صفية بنت عبـد المطلب عمـة رسـول الله، وتقول صفية: مر بنا رجل يهودي فجعل يطيف بالحصن، فقلت لحسان: إن هذا اليهودي لا آمنه أن يدل على عوراتنا فانزل فاقتله، فقال: يغفر الله لك يا بنت عبد المطلب لقد عرفت ما أنا بصاحب هذا، فأخذت صفية عموداً ونزلت فقتلت اليهودي، وقالت لحسان: انزل فاسلبه. فقال: ما لي بسلبه من حاجة.
كثر الوضع في شعره الإسلامي وهذا ما يفسر اختلاف أسلوبه وجزالته بين قصيدة وأخرى. ويقول النقاد إن شعر حسان في الجاهلية أجود من شعره في الإسلام، كما ذكر ذلك الأصمعي، وقد فسَّر هذا شاعرنا نفسه حين أجاب على سؤال بهذا المعنى قال: «الإسلام يحجز عن الكذب، وإن الشعر يزينه». وعن الأصمعي قال: «طريق الشعر إذا أدخلته في باب الخير لان؛ ألا ترى أنّ حسان بن ثابت كان علا في الجاهلية والإسلام، فلما دخل شعره في باب الخير- من مراثي النبي ﷺ وحمزة وجعفر رضوان الله عليهما وغيرهم- لان».
ومن مآخذ العلماء على شعر حسان بن ثابت ما رُوي عن أن النابغة الذبياني تضرب له قبّة حمراء من أدم بسوق عكاظ فتأتيه الشعراء فتعرض عليه أشعارها. قال: فأول من أنشده الأعشى: ميمون بن قيس أبو بصير، ثم أنشده حسان بن ثابت الأنصاري:
فقال له النابغة: أنت شاعر، ولكنك أقللت جفانك وأسيافك، وفخرت بمن ولدت، ولم تفخر بمن ولدك.
وعيب على حسان قوله:
لأنه كان يجب: أن يقول: هم شيعة رسول الله ﷺ.

## البناء
نُظمت القصيدة على بحر الوافر، وهو بحر مركب على وزن «مُفَاعَلَتُنْ مُفَاعَلَتُنْ فَعُولُ». حرف الروي في القصيدة هو الهمزة «ءُ». من ناحية الشكل الفني، أخذت القصيدة موضوع الأغراض المتعددة بدءًا بالوقوف على الأطلال كعادة العرب الجاهلين، وذكر المحبوبة ووصف الخمر إلى مدح النبي صلى الله عليه وسلم وهجاء أبي سفيان بن الحارث.

## مناسبة القصيدة
في العام السابع من الهجرة، عُقِد صُلح الحديبية بين المسلمين وقريش، على أن يدخل المسلمون مكة حجاجًا بعد عام، ولكن قريش نقضَت عهدها، فجهز المسلمون جيشًا لمحاربتهم، وقد كان الشعر هو وسيلة الإذاعة العامة آنذاك، لذلك عزم حسان بن ثابت على كتابة القصيدة، إذ هجا قريشًا، وأشاد ببطولة المسلمين، مهاجرين وأنصار، وبشجاعتهم، وأعلن تصميمهم على قتال قريش وفتح مكة، إلا إذا سمحَت قريش بدخولهم، ويرد على أبي سفيان بن الحارث، الذي هجا النبي محمد ﷺ.